# Палац урочистих обрядів (Новочеркаськ)
Палац урочистих обрядів (рос. Дворец торжественных обрядов, до 1964 рік — Будинок щастя, рос. Дом счастья) — двоповерховий особняк, розташований в Новочеркаську (Ростовська область, Росія) на вулиці Московській, 47.

## Опис
Даний приватний особняк зведений в третій чверті XIX століття і належав купцю П. Кірюніну. Фасад будівлі прикрашений великою кількістю ліпних форм. Художній вигляд будівлі створюють елементи стилю бароко, Ренесансу, класицизму і мавританської архітектури. З лівого боку від центрального входу розташована арка воріт, нагорі якої встановлені два леви. Існує версія, що раніше в будівлі був будинок розпусти. Цю версію підтверджує новочеркаський письменник Геннадій Олександрович Семеніхін у своєму романі «Новочеркаськ». Саме через це, мабуть, і розташовані по обидві сторони від воріт два колесовідбійника — це елементи фалічного мистецтва. Раніше прибувають панове офіцери прив'язували до них коней.

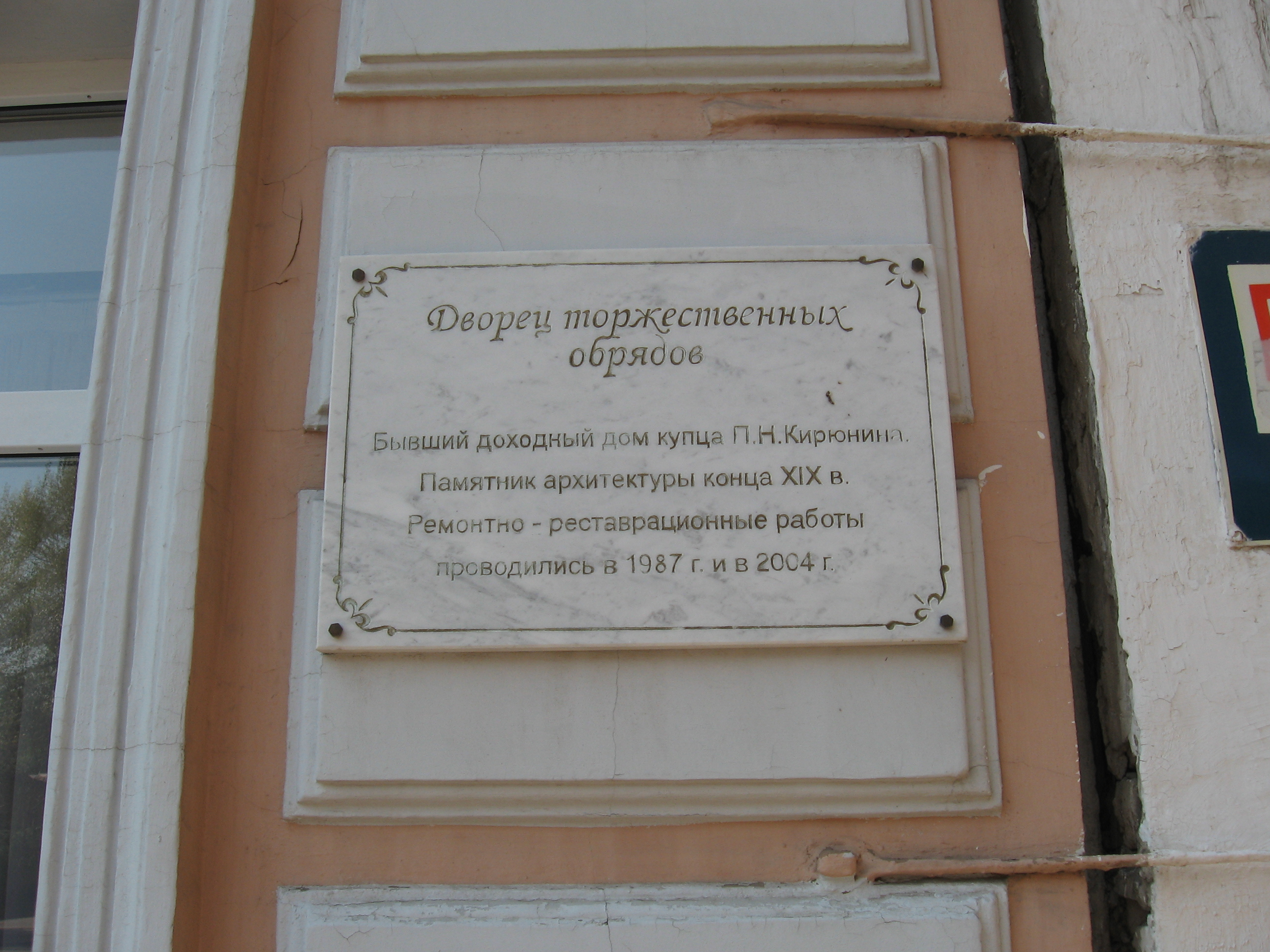
Табличка на стіні будівлі

Будівля досить добре збереглося. Часткова реконструкція фасаду була проведена в 1990 році. Хоча в документах назва «Будинок щастя» перестали вказувати з 1964 року, воно продовжувало вживатися по відношенню до будівлі аж до реконструкції. Нині в будівлі функціонує міський орган реєстрації актів цивільного стану.
На стіні будівлі встановлена табличка, на якій написано: 
|  | Палац урочистих обрядів. Колишній прибутковий будинок купця П. М. Кирюнина. Пам'ятка архітектури кінця XIX століття. Ремонтно-реставраційні роботи проводилися в 1987 р. і в 2004 р. |